# Lekkoatletyka na Letnich Igrzyskach Olimpijskich 1936 – bieg na 100 m kobiet

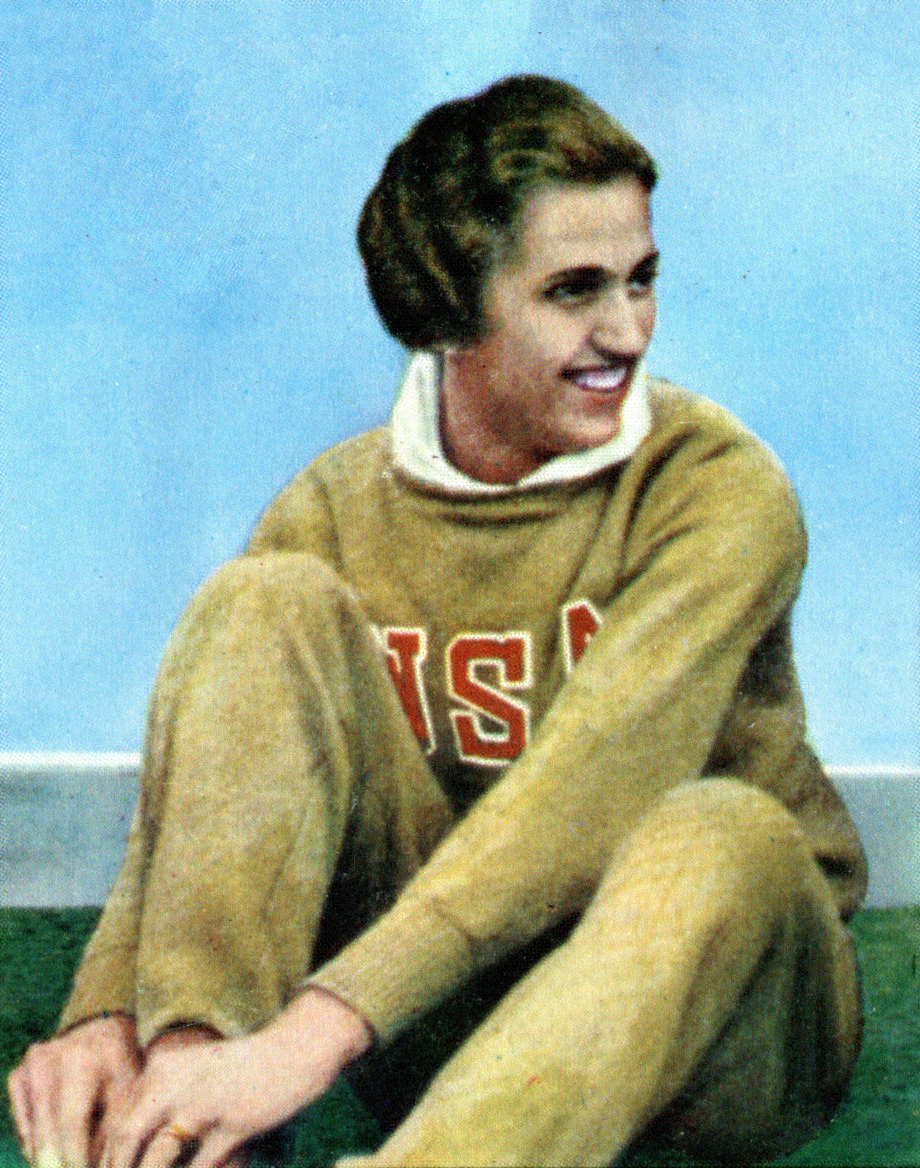
Helen Stephens

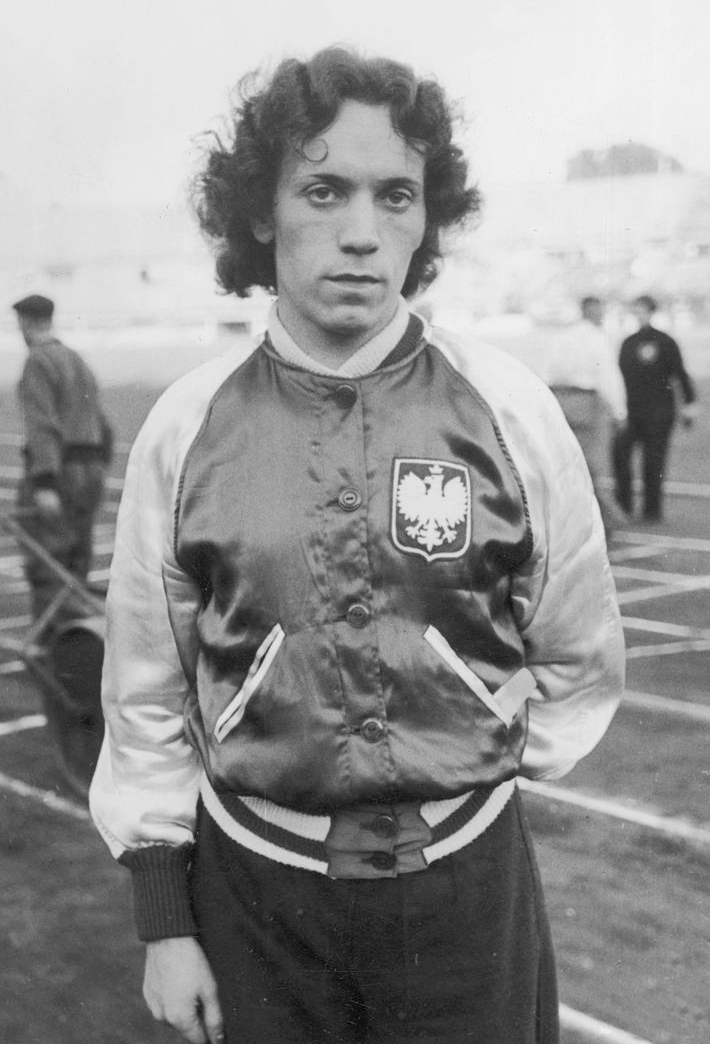
Stanisława Walasiewicz

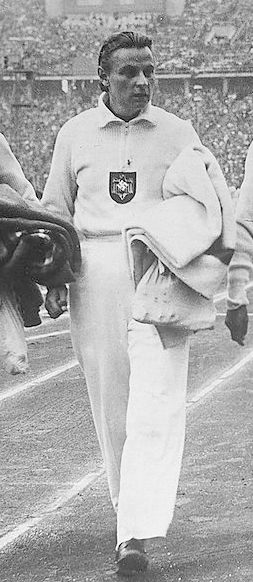
TKäthe Krauß

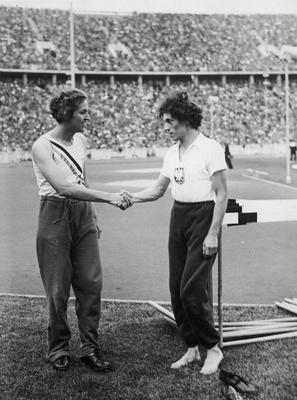
Helen Stephens i Stanisława Walasiewicz

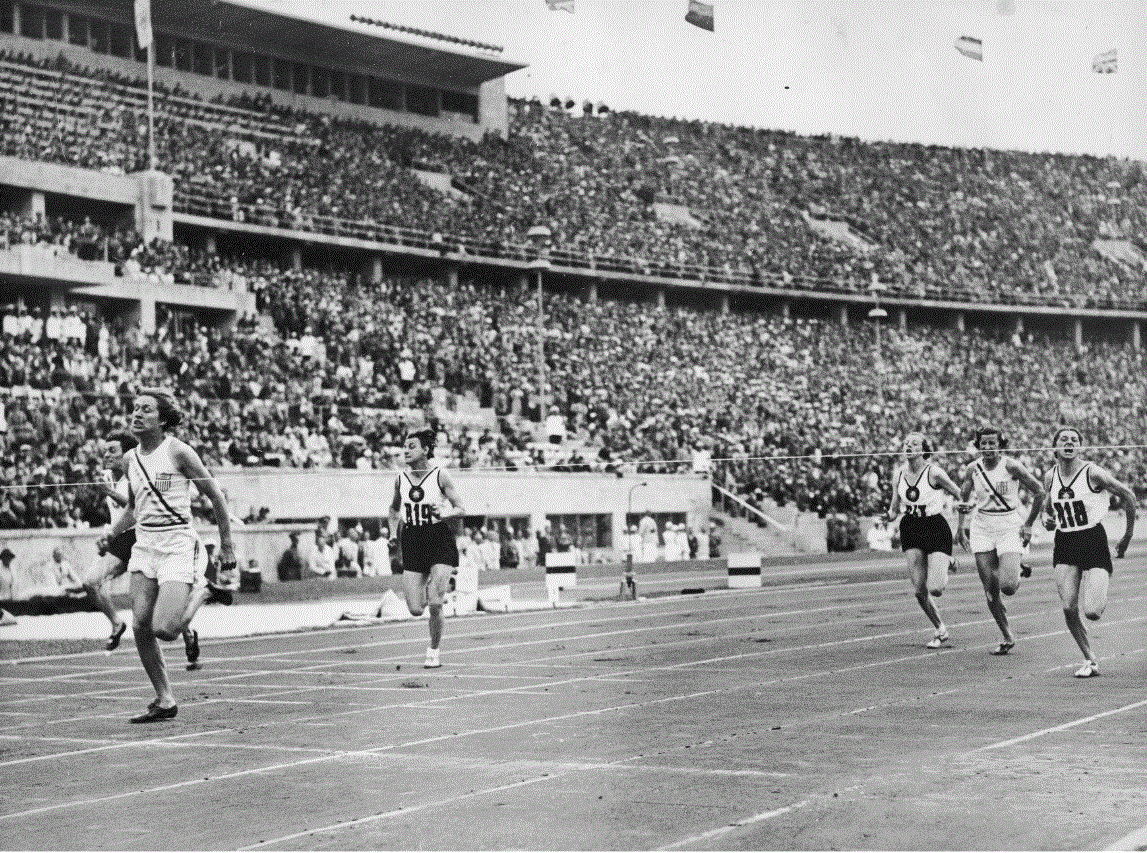
Finisz biegu finałowego. Od lewej: Walasiewicz, Stephens, Krauß, Albus, Rogers i Dollinger

Bieg na 100 metrów kobiet był jedną z konkurencji rozgrywanych podczas XI Letnich Igrzysk Olimpijskich. Biegi zostały rozegrane w dniach 3 i 4 sierpnia 1936 roku na Stadionie Olimpijskim w Berlinie. Wystartowało 30 zawodniczek z 15 krajów.

## Rekordy
|                   | Zawodniczka            | Wynik | Miejsce     | Data                 |
| ----------------- | ---------------------- | ----- | ----------- | -------------------- |
| Rekord świata     | Helen Stephens         | 11,6  | Kansas City | 8 czerwca 1935(dts)  |
| Rekord olimpijski | Stanisława Walasiewicz | 11,9  | Los Angeles | 1 sierpnia 1932(dts) |
| Rekord olimpijski | Hilda Strike           | 11,9  | Los Angeles | 2 sierpnia 1932(dts) |

## Terminarz
| Data            |            | Godzina |
| --------------- | ---------- | ------- |
| 3 sierpnia 1936 | Eliminacje | 16:00   |
| 3 sierpnia 1936 | Półfinały  | 17:30   |
| 4 sierpnia 1936 | Finał      | 16:00   |

## Wyniki

### Eliminacje
Z każdego z 6 biegów do półfinału awansowały dwie najlepsze zawodniczki.

#### Bieg 1
| Poz. | Zawodniczka     | Reprezentacja     | Czas | Uwagi |
| ---- | --------------- | ----------------- | ---- | ----- |
| 1.   | Emmy Albus      | III Rzesza        | 12,4 | Q     |
| 2.   | Johanna Vancura | Austria           | 12,5 | Q     |
| 3.   | Hilda Cameron   | Kanada            | 12,7 |       |
| 4.   | Harriet Bland   | Stany Zjednoczone |      |       |
| 5.   | Raili Halttu    | Finlandia         |      |       |

#### Bieg 2
| Poz. | Zawodniczka    | Reprezentacja     | Czas   | Uwagi |
| ---- | -------------- | ----------------- | ------ | ----- |
| 1.   | Helen Stephens | Stany Zjednoczone | 11,4 w | Q     |
| 2.   | Mildred Dolson | Kanada            | 12,3 w | Q     |
| 3.   | Grete Neumann  | Austria           | 12,9 w |       |
| 4.   | Etsuko Komiya  | Japonia           | 13,1 w |       |
| 5.   | Flora Hofman   | Jugosławia        |        |       |

#### Bieg 3
| Poz. | Zawodniczka            | Reprezentacja | Czas | Uwagi |
| ---- | ---------------------- | ------------- | ---- | ----- |
| 1.   | Stanisława Walasiewicz | Polska        | 12,5 | Q     |
| 2.   | Rauni Essman           | Finlandia     | 12,8 | Q     |
| 3.   | Elisabeth Koning       | Holandia      | 12,9 |       |
| 4.   | Marguerite Perrou      | Francja       |      |       |
| 5.   | Li Sen                 | Chiny         |      |       |

#### Bieg 4
| Poz. | Zawodniczka       | Reprezentacja     | Czas | Uwagi |
| ---- | ----------------- | ----------------- | ---- | ----- |
| 1.   | Eileen Hiscock    | Wielka Brytania   | 12,6 | Q     |
| 2.   | Annette Rogers    | Stany Zjednoczone | 12,8 | Q     |
| 3.   | Alida de Vries    | Holandia          | 13,0 |       |
| 4.   | Charlotte Machmer | Austria           |      |       |
| 5.   | Ebba From         | Finlandia         |      |       |

#### Bieg 5
| Poz. | Zawodniczka     | Reprezentacja   | Czas | Uwagi |
| ---- | --------------- | --------------- | ---- | ----- |
| 1.   | Käthe Krauß     | III Rzesza      | 12,1 | Q     |
| 2.   | Aileen Meagher  | Kanada          | 12,4 | Q     |
| 3.   | Audrey Brown    | Wielka Brytania | 12,6 |       |
| 4.   | Vera Romanić    | Jugosławia      |      |       |
| 5.   | Claudia Testoni | Włochy          |      |       |

#### Bieg 6
| Poz. | Zawodniczka     | Reprezentacja   | Czas | Uwagi |
| ---- | --------------- | --------------- | ---- | ----- |
| 1.   | Marie Dollinger | III Rzesza      | 12,0 | Q     |
| 2.   | Barbara Burke   | Wielka Brytania | 12,4 | Q     |
| 3.   | Domnitsa Lanitu | Grecja          | 12,8 |       |
| 4.   | Yvonne Mabille  | Francja         |      |       |
| 5.   | Raquel Martínez | Chile           |      |       |
| –    | Renata Čabrijan | Jugosławia      | DNS  |       |

### Półfinały
Z każdego z półfinałów do finału awansowały trzy najlepsze zawodniczki.

#### Bieg 1
| Poz. | Zawodniczka     | Reprezentacja     | Czas   | Uwagi |
| ---- | --------------- | ----------------- | ------ | ----- |
| 1.   | Helen Stephens  | Stany Zjednoczone | 11,5 w | Q     |
| 2.   | Käthe Krauß     | III Rzesza        | 11,9 w | Q     |
| 3.   | Emmy Albus      | III Rzesza        | 12,2 w | Q,    |
| 4.   | Eileen Hiscock  | Wielka Brytania   |        |       |
| 5.   | Aileen Meagher  | Kanada            |        |       |
| 6.   | Johanna Vancura | Austria           |        |       |

#### Bieg 2
| Poz. | Zawodniczka            | Reprezentacja     | Czas | Uwagi |
| ---- | ---------------------- | ----------------- | ---- | ----- |
| 1.   | Marie Dollinger        | III Rzesza        | 12,0 | Q     |
| 2.   | Stanisława Walasiewicz | Polska            | 12,0 | Q     |
| 3.   | Annette Rogers         | Stany Zjednoczone | 12,1 | Q     |
| 4.   | Barbara Burke          | Wielka Brytania   | 12,2 |       |
| 5.   | Mildred Dolson         | Kanada            |      |       |
| 6.   | Rauni Essman           | Finlandia         |      |       |

### Finał
| Poz. | Zawodniczka            | Reprezentacja     | Czas   |
| ---- | ---------------------- | ----------------- | ------ |
| 1.   | Helen Stephens         | Stany Zjednoczone | 11,5 w |
| 2.   | Stanisława Walasiewicz | Polska            | 11,7 w |
| 3.   | Käthe Krauß            | III Rzesza        | 11,9 w |
| 4.   | Marie Dollinger        | III Rzesza        | 12,0 w |
| 5.   | Annette Rogers         | Stany Zjednoczone | 12,2 w |
| 6.   | Emmy Albus             | III Rzesza        | 12,3 w |